# Nancy Drew: The Silent Spy
Нэнси Дрю: Безмолвный шпион (англ. Nancy Drew: The Silent Spy) — 29-я компьютерная игра-квест в серии игр о Нэнси Дрю, выпущенная компанией Her Interactive. Предыдущей частью серии является Призрак усадьбы Торнтон, а следующей — Расколотый медальон. Сюжет частично взят из 41 книги из серии о приключениях девушки-детектива Нэнси Дрю «The Clue of the Whistling Bagpipes» (1964).
Релиз состоялся 16 октября 2013 года в цифре, а 22 октября того же года состоялся выход игры на физических носителях.

## Сюжет
Прошло почти десять лет с тех пор, как агент Кейт Дрю, мать главной героини, отправилась на задание по уничтожению биохимического оружия в Шотландии. Всё прошло успешно, но Кейт попала в аварию после этого и погибла… по крайней мере, так сообщили её дочери. Ныне история повторяется и уже Нэнси Дрю берётся за раскрытие спящей ячейки и тайн прошлого.

## Отзывы
| Иноязычные издания       | Иноязычные издания |
| Издание                  | Оценка             |
| ------------------------ | ------------------ |
| AdventureGamers          | 4,0 из 5,0         |
| Adventure Classic Gaming | 4 из 5             |